# Francesca Baudin
Francesca Baudin, née le 25 novembre 1993 à Aoste en Italie, est une fondeuse italienne.

## Biographie
Originaire du Val d'Aoste, Francesca Baudin connaît sa première expérience chez les seniors en participant aux Championnats du monde 2013 où elle est 47e du sprint classique.
Elle fait ses débuts en Coupe du monde en mars 2014 à Lahti. Elle marque ses premiers points au Tour de ski 2014-2015 avec une 27e place sur le dix kilomètres classique. Un mois plus tard, elle devient championne du monde des moins de 23 ans du sprint. Elle se rend ensuite aux Championnats du monde de Falun où elle est notamment 15e du sprint classique et 9e du relais.